# Steve Chen (ingeniero de computadoras)
Steve Chen (chino: 陳世卿; pinyin: Chén Shìqīng) (nacido en 1944 en Taiwán) es un ingeniero y pionero de computadoras. Chen es el fundador y director de Galactic Computing, un desarrollador de supercomputing blade systems, basada en Shenzhen, China.
Chen tiene un M.S. de la Villanova University y un PhD de la University of Illinois at Urbana-Champaign. Es conocido por ser el principal diseñador de las supercomputadoras multiprocesadoras Cray X-MP y Cray Y-MP. Chen dejó Cray Research en 1987. Con el apoyo financiero de IBM, Chen fundó Supercomputer Systems Incorporated en enero de 1988. SSI se dedicó al desarrollo de la supercomputadora SS-1, la cual fue terminada antes que el dinero se acabe. La compañía, basada en Eau Claire, Wisconsin, entró en bancarrota en 1993, dejando más de 300 empleados sin trabajo. Este mismo año se fundó la compañía SuperComputer International (SCI), en un intento de rescatar todo el trabajo hecho. SCI fue renombrada como Chen Systems in 1995, y adquirida por Sequent Computer Systems el año siguiente. John Markoff, un periodista de tecnología, escribió en el New York Times que Chen fue «considerado como uno de los diseñadores de supercomputadoras más brillantes de Estados Unidos mientras trabajaba en este país con el pionero de la tecnología Seymour Cray en la década de 1980».